# ابن مسلمه
ابوالقاسم علی ابن مسلمه (۳۹۷ـ۴۵۰ق) وزیر قائم بامرالله، خلیفه عباسی بود. دوران وزارت وی مصادف با اواخر عصر آل بویه در عراق و تأسیس امپراتوری سلجوقی توسط طغرل بود. سرانجام در ۴۵۰ ه‍.ق به دست ارسلان بساسیری کشته شد.

## زمینه سازی ابن مسلمه برای ورود طغرل به بغداد
در رمضان سال ۴۴۶ ه‍.ق و با توطئهٔ ابن مسلمه، وزیر خلیفهٔ وقت، کدورتی میان خلیفه، القائم بامرلله و ارسلان بساسیری پدید آمد. زمینه‌های شورش بساسیری به دلیل بد رفتاری ابن مسلمه وزیر خلیفه و به ویژه طرفداری او از اهل سنت بغداد بر ضد شیعیان کَرخ، به تدریج آماده می‌شد. در این زمان درگیری‌های مذهبی در بغداد فزونی یافت و کردها و اعراب بدوی با پشتیبانی غُزها تازه رسیده به چپاول روستاها پرداختند، و بساسیری علی‌رغم تلاش شجاعانه، نتوانست همه را سرکوب کند. از سوی دیگر، قریش بن بدران، رئیس عرب‌های بنی عقیل و امیر موصل، انبار را تصرف و اموال بساسیری را تصاحب کرد و خطبه به نام طغرل سلجوقی خواند. بساسیری نیز در مقابل، چون این کار را به تحریک ابن مسلمه می دانست، مواجب خلیفه، وزیر و دارالخلافه را قطع کرد. در این زمان اختلافات بین طرفین شدت یافت.

## کشته شدن
همچنین وزیر، ابوالقاسم مسلمه، نیز تحویل بساسیری شد که به دستور او در پایان ذی‌الحجهٔ ۴۵۰ ه‍.ق، وزیر را با وضعی اسفبار به قتل رساندند و همچنین عمید عراق نیز به دستور بساسیری کشته شد، اما خلیفه را نخست در اردوگاه قریش بن بدران جای دادند و سپس به دستور بساسیری، به شخصی به نام مهارش بن مجلی، عموزادهٔ قریش بن بدران و حاکم حدیثه، سپردند که او نیز خلیفه را به حدیثه عانه منتقل کرد.